# 阿韋納 (伊利諾伊州)
阿韋納（英語：Avena）是位於美國伊利諾伊州費耶特縣的一個非建制地區。該地的面積和人口皆未知。

## 地理
阿韋納的座標為39°00′27″N 88°55′40″W / 39.00750°N 88.92778°W，而該地的平均海拔高度為178米（即584英尺）。